# Sausse
Die Sausse ist ein Fluss im Département Haute-Garonne in der südfranzösischen Region Okzitanien. Sie entspringt beim Ort Saint-Anatoly, im Gemeindegebiet von Lanta, entwässert generell Richtung Nordwest bis West und mündet nach rund 22 Kilometern am nordöstlichen Stadtrand von Toulouse als rechter Nebenfluss in den Hers-Mort.

## Orte am Fluss
- Gauré
- Lavalette
- Beaupuy
- Montrabé
- L’Union
- Toulouse